# بلدرچین بوته‌ای
بلدرچین بوته‌ای (نام علمی: Turnicidae) نام یک تیره از راسته سلیم‌سانان است. اعضای این تیره با وجود شباهت ظاهری به بلدرچین‌ها، خویشاوندی نزدیکی با آن‌ها ندارند چرا که بلدرچین‌ها از راستهٔ ماکیان‌سانان هستند.